# Palatul Charlottenlund

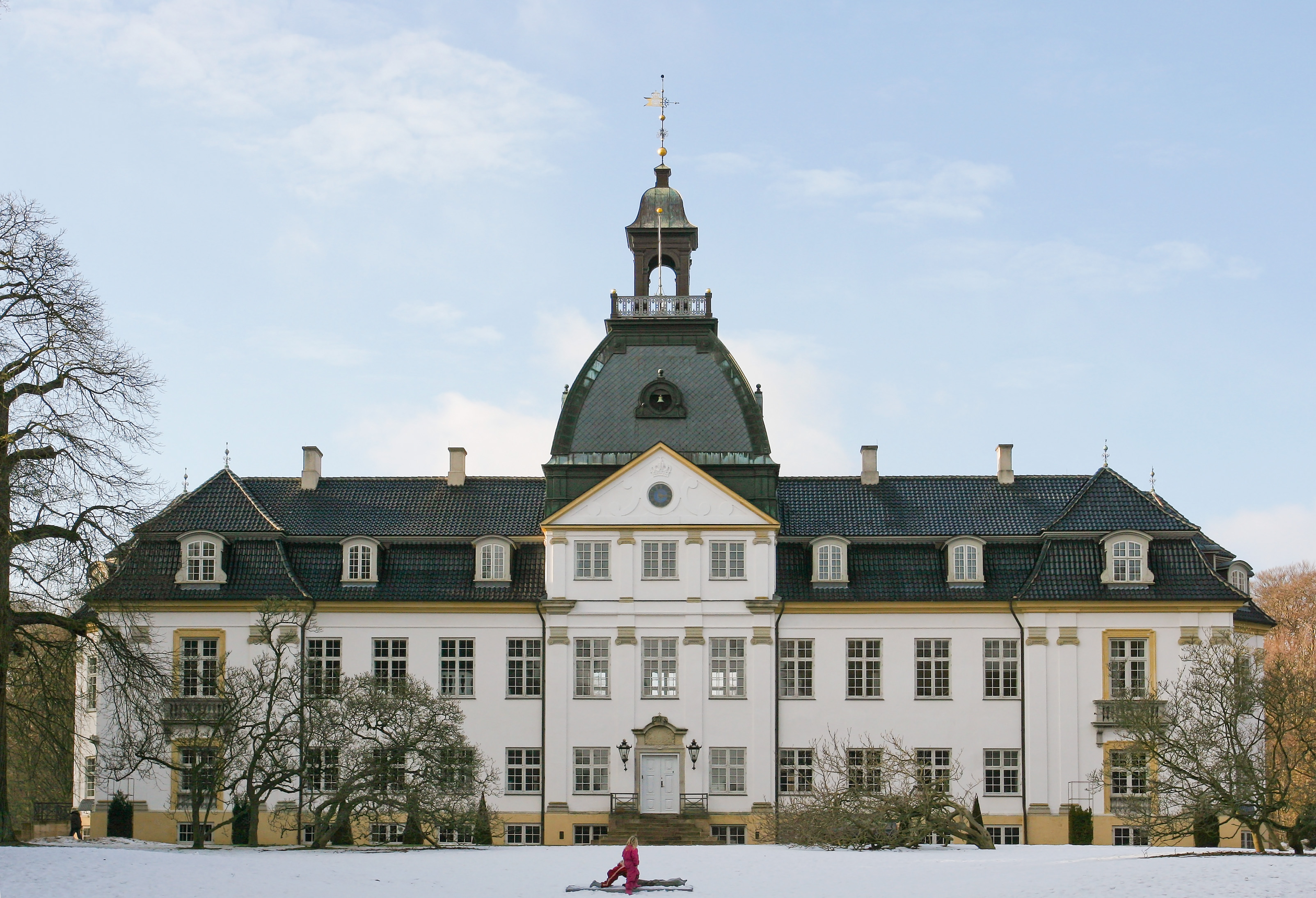
Palatul Charlottenlund

Palatul Charlottenlund (daneză Charlottenlund Slot) este un palat mic situat în apropiere de Copenhaga în Danemarca. La origine, de o formă barocă, a fost construit între 1731 și 1733 pe fundațiile unui palat numit Gyldenlund. Palatul a fost numit după Charlotte Amalie, fiica regelui Frederic al IV-lea al Danemarcei și sora regelui Christian al VI-lea al Danemarcei.
În anii 1880, palatul a fost extins și reconstruit pentru a reflecta stilul francez renascentist care caracterizează arhitectura de azi.
Primii membri ai familiei regale care s-au mutat aici au fost Prințul Moștenitor Frederic (viitorul rege Frederic al VIII-lea al Danemarcei) și soția sa Lovisa a Suediei. Atât Christian al X-lea al Danemarcei cât și Haakon al VII-lea al Norvegiei s-au născut aici.
Regina Lovisa a locuit la palat până la moartea ei în 1926. Familia regală a încetat să mai folosească palatul în 1935.